# Œuvre pontificale de la propagation de la foi
 (janvier 2021).
Si vous disposez d'ouvrages ou d'articles de référence ou si vous connaissez des sites web de qualité traitant du thème abordé ici, merci de compléter l'article en donnant les références utiles à sa vérifiabilité et en les liant à la section « Notes et références ».

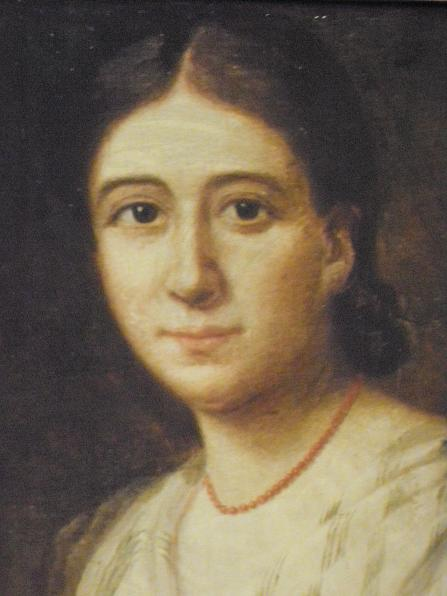
Pauline Jaricot, fondatrice de l'œuvre.

L’Œuvre pontificale de la propagation de la foi  est une association internationale de fidèles qui vient en aide (financière et autre) aux prêtres catholiques et religieux missionnaires. 
D'abord créé sous la forme d'une association par Pauline Jaricot en 1822, ce groupement est déclaré œuvre pontificale par le pape Pie XI en 1922. 
Cette œuvre est la plus ancienne et la plus importante des sociétés missionnaires pontificales regroupées par le Saint-Siège dans les œuvres pontificales missionnaires.[réf. nécessaire]
Depuis le 27 septembre 2017, Tadeusz Jan Nowak en est le secrétaire général.
Le siège de l'œuvre se trouve au Vatican.

## Histoire

### Origine
En 1817, Pauline Jaricot rassemble, autour d’elle, quelques ouvrières en soierie pour mener une vie de prière et de charité. Elle les nomme « Les Réparatrices du cœur de Jésus, méconnu et méprisé ».
En 1818, son frère ainé Phileas Jaricot, étudiant au séminaire de Saint-Sulpice à Paris demande à Pauline une aide financière pour les Missions étrangères ; lui indiquant qu'avec 82 francs on nourrissait un catéchiste pendant une année. À partir de ce moment-là Pauline se mit à chercher comment on pourrait former une somme importante, par la réunion de petites aumônes.
Pauline imagine une collecte faite de la main à la main. Cela sera l'origine du « sou de Pauline » ; le « sou hebdomadaire » donné pour les missions. 
Originellement circonscrit au groupe « Les Réparatrices du cœur de Jésus, méconnu et méprisé » et aux 200 ouvrières employées dans l'usine de soierie de Saint Vallier, Pauline élabore en décembre 1819, un projet plus vaste de collecte pour les missions. 
Son idée est de « Constituer des groupes de 10 personnes, chacune s’engageant à réciter une prière quotidienne pour les missions, à donner un sou par semaine et à former un nouveau groupe de 10 personnes. » « Chaque groupe de 10 personnes (dizenaire) choisira un responsable pour recueillir les collectes. Les responsables « des dizenaires » choisiront un chef ou « centenaire » et ainsi de suite.
La formule connait un grand succès et fera très vite des adeptes. Les offrandes afflueront et seront reversées intégralement aux Missions étrangères de Paris. 
Mais dans les débuts de cette action, un vicaire vint dire à Pauline que ce groupe et son action étaient illicites, car commencé sans autorisation de l'Archevéché. Elle écrivit alors au Grand Vicaire qui lui indiqua « de ne pas dissoudre ce qui existait, mais de ne pas l'augmenter. » Son confesseur, M. Gourdiat curé de la paroisse Saint-Polycarpe, a qui elle confie sa résolution d'obéir à cette demande, lui indique au contraire qu'il souhaite la voir continuer et propager son action et qu'il allait tout arranger avec l'Archevéché. Ce qui fut fait. 
En 1822, le prètre Inglesi, Vicaire général de La Nouvelle-Orléans (Etats-Unis), alors en visite en France pour collecter des fons dans le but de soutenir l'église américaine en difficulté financière en cette période, constate le succès de l'action menée par Pauline Jaricot. Il souhaitait créer un groupe identique aux Etats-Unis. Après réflexion, il fut décidé qu'au lieu de diviser les efforts il fallait les unir et créer une structure unique.
Le 3 mai 1822, un comité de prètres et de laïcs se réunissent et décident de créer l'Association de la Propagation de la Foi pour donner une existence légale à l'action entreprise par Pauline (jusque là informel, sans existence juridique), continuer cette action et la propager à travers le monde.
La première collecte de la Propagation de la Foi est faite en 1822 et soutient le diocèse de la Louisiane et des Deux Florides aux États-Unis.
Le siège social de l'association créée est établi à Lyon. Il y restera jusqu'à son transfert à Rome (Cité du Vatican) en 1922. 
A la mort de Pauline (9 janvier 1862), l'association comptera 2 250 000 membres.

### Développement
Pauline reconnait la nouvelle dimension prise par son œuvre, particulièrement sa dimension universelle (qu’elle souhaitait) et estimant son rôle de fondatrice terminé, elle s’en retire. Tant mieux, dit-elle, si l’œuvre a été prise en charge par des mains plus expertes que les miennes.  

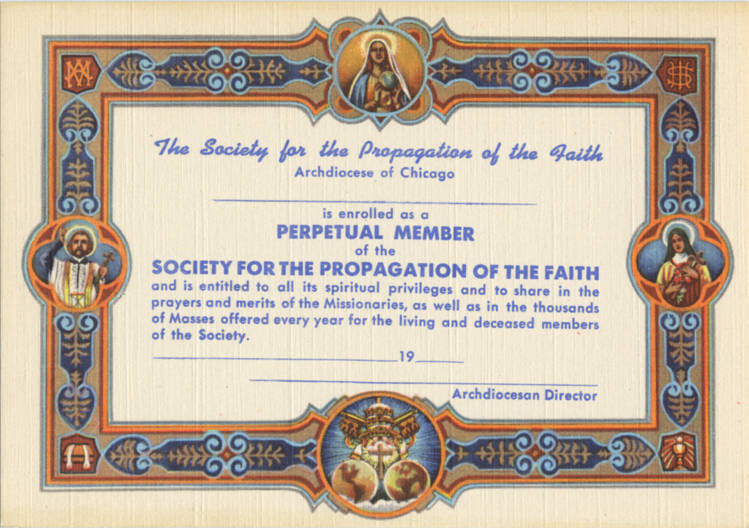
Certificat de membre de la Société (Chicago, 1949)

En 1823, un délégué envoyé à Rome obtient pour le groupe la bénédiction du Pape Pie VII. Celui-ci accordera également d'importantes indulgences le 15 mars 1823.
Sans contredit, l'association se développe. Des conseils nationaux et provinciaux sont créés. De très nombreux évêques du monde occidental encouragent son développement dans leurs diocèses (le premier versement de la Belgique eu lieu en 1825 ; celui de l'Italie, de l'Allemagne et de la Suisse en 1827 ; celui du Canada et du Mexique en 1833 ; celui du Portugal, des Pays-Bas, de la Pologne et de la Russie en 1837, etc.),.
Le 18 septembre 1840, dans son bref apostolique Probe Nostis le Pape Grégoire XVI recommande l’association et la reconnait comme « institution catholique universelle ».  
Le 25 mars 1904, dans sa lettre apostolique In Apostolicum, le Pape Pie X recommande l'association à la charité et à la prière des fidèles en louant ses objectifs et activités.  
Le 3 mai 1922 (année de son centenaire), dans son Motu Proprio Romanorum Pontificum le Pape Pie XI déclare l'association « Œuvre pontificale »,.
Le siège social de l'association (devenu Œuvre pontificale) est à ce moment-là transféré de Lyon à Rome (Cité du Vatican).
De 1822 à 1974, l'association (devenu Œuvre) a publié une revue missionnaire intitulée Annales de la propagation de la foi. 
L'Œuvre pontificale de la Propagation de la Foi est l'une des quatre œuvres regroupées sous la bannière des Œuvres pontificales missionnaires (avec l’Œuvre Pontificale de la Sainte Enfance, l’Œuvre Pontificale de Saint Pierre Apôtre et l'Union pontificale missionnaire).

## Objectifs et organisation
L'objectif de l'association est d'aider les missionnaires catholiques par des prières et des aumônes, sans considération de situation et de nationalité. 
L'Œuvre pontificale de la propagation de la foi fournit un soutien financier aux évêques de territoire missionnaire pour les dépenses ordinaires et les projets spéciaux.
Elle soutient leurs programmes évangélisateurs et pastoraux – en particulier la formation des catéchistes -,  la construction de lieux de culte, les communautés religieuses engagées dans les domaines de la santé et de l’éducation.
L'Œuvre est aujourd'hui présente dans 140 pays. Dans chaque pays, un Directeur national, assisté par un Conseil national, assure son bon fonctionnement.
L'Œuvre est administrée par deux conseils bénévoles, chacun composé de douze membres - certains sont membres du clergé, d’autres, laïcs – de compétence reconnue.  
Les affaires de l'Œuvre sont publiques. Chaque année un compte rendu complet des sommes reçues et des dépenses est publié.
L'argent reçu est distribué chaque année. Il n'y a pas de capitalisation.  